# Canton de Mamoudzou-2
Le canton de Mamoudzou-2 est une division administrative française située dans le département de Mayotte et la région Mayotte.

## Histoire
Le canton est créé par le décret du 13 janvier 1994 par scission du canton de Mamoudzou.

## Représentation

### Représentation avant 2015
| Période                                  | Période | Identité                   | Étiquette   | Qualité |
| ---------------------------------------- | ------- | -------------------------- | ----------- | ------- |
|                                          | 2008    | Ben Youssouf Chihabouddine | DVG         |         |
| 2008                                     | 2015    | Zaïdou Tavanday            | SE puis UMP |         |
| Les données manquantes sont à compléter. |         |                            |             |         |

Le canton participait à l'élection du député de la première circonscription de Mayotte.

### Représentation depuis 2015
| Période élective | Période élective | Mandat | Mandat   | Identité                   | Nuance | Nuance | Qualité                                                                           |
| ---------------- | ---------------- | ------ | -------- | -------------------------- | ------ | ------ | --------------------------------------------------------------------------------- |
| 2015             | 2021             | 2015   | 2021     | Ben Youssouf Chihabouddine |        | DVG    | Exploitant agricole à Mamoudzou Président de l'Union pour le Renouveau de Mayotte |
| 2015             | 2021             | 2015   | 2021     | Zaïhati Madi-Mari          |        | DVC    | Membre du Mouvement pour le développement de Mayotte                              |
| 2021             | 2028             | 2021   | en cours | Laïni Abdallah-Bouana      |        | DIV    |                                                                                   |
| 2021             | 2028             | 2021   | en cours | Elyassir Manroufou         |        | DIV    | Collaborateur du Sénateur Abdallah Hassani                                        |

À l'issue du 1er tour des élections départementales de 2015, trois binômes sont en ballotage : Ben Youssouf Chihabouddine et Zaïhati Madi-Mari (DVG, 48,56 %), Nouriati Boura Abdallah et Zaïdou Tavanday (UMP, 26,45 %) et Amine Maoudjoudi et Anliati Mvoulana (DVD, 24,99 %). Le taux de participation est de 54,32 % (2 308 votants sur 4 249 inscrits) contre 62,64 % au niveau départemental et 50,17 % au niveau national.
Au second tour, Ben Youssouf Chihabouddine et Zaïhati Madi-Mari (DVG) sont élus avec 53,82 % des suffrages exprimés et un taux de participation de 62,82 % (1 487 voix pour 2 815 votants et 4 481 inscrits).

## Composition
Le canton est composé d'une partie de la commune de Mamoudzou : les villages de Mtsapere et Kavani. Il est resté inchangé après le redécoupage de 2014.

## Démographie

### Démographie avant 2015
| 2002   | 2007   | 2012   |
| ------ | ------ | ------ |
| 15 983 | 19 383 | 20 303 |

### Démographie depuis 2015
En 2017, le canton comptait 25 620 habitants.
| 2017   |
| ------ |
| 25 620 |